# David Chodounsky
David Chodounsky (Saint Paul, 25 giugno 1984) è un ex sciatore alpino statunitense.

## Biografia

### Stagioni 2000-2014
Chodounsky, specialista delle prove tecniche originario di Crested Butte, ha fatto il suo esordio in gare FIS il 18 novembre 1999, disputando uno slalom speciale a Loveland e giungendo 47º. L'anno seguente, l'11 novembre 2000, sullo stesso tracciato ha fatto il suo esordio in Nor-Am Cup, senza completare lo slalom speciale in programma. Il 14 febbraio 2008 ha esordito in Coppa Europa, senza terminare la seconda manche di uno slalom speciale, mentre il 5 gennaio 2009 ha colto a Sunday River il suo primo podio in Nor-Am Cup: 3º in slalom gigante. Il 21 dicembre 2009 ha debuttato in Coppa del Mondo partecipando allo slalom speciale dell'Alta Badia, senza concludere la prima manche.
Il 27 novembre 2010 ha conquistato la sua unica vittoria in Nor-Am Cup, piazzandosi sul gradino più alto del podio nello slalom speciale di Loveland, e il 6 gennaio 2011 ha ottenuto i primi punti in Coppa del Mondo grazie al 20º posto nello slalom speciale di Zagabria Sljeme. Ha preso il via alle prove di slalom speciale dei Mondiali del 2011 e del 2013 e dei XXII Giochi olimpici invernali di Soči 2014, ma in tutti e tre i casi non ha finito la gara.

### Stagioni 2015-2018
Il 1º dicembre 2014 ha ottenuto ad Aspen in slalom gigante il suo ultimo podio in Nor-Am Cup (2º). Ai Mondiali di Vail/Beaver Creek 2015 è stato 29º nello slalom gigante e non ha completato lo slalom speciale; il 13 dicembre dello stesso anno ha ottenuto a Val-d'Isère in slalom speciale il suo miglior piazzamento in Coppa del Mondo (4º). Ai Mondiali di Sankt Moritz 2017, suo congendo iridato, si è classificato 11º nello slalom gigante e 12º nello slalom speciale.
Ai XXIII Giochi olimpici invernali di Pyeongchang 2018, sua ultima presenza olimpica, si è classificato 18º nello slalom speciale e 9º nella gara a squadre. Alla fine di quella stessa stagione si è ritirato dall’attività agonistica; la sua ultima gara in Coppa del Mondo è stata lo slalom speciale di Kranjska Gora del 4 marzo e la sua ultima gara in carriera è stato lo slalom speciale dei Campionati statunitensi 2018, il 24 marzo a Sun Valley: in entrambi i casi non ha completato la prova.

## Palmarès

### Coppa del Mondo
- Miglior piazzamento in classifica generale: 49º nel 2016

#### Coppa del Mondo - gare a squadre
- 1 podio:
  - 1 secondo posto[2]

### Nor-Am Cup
- Miglior piazzamento in classifica generale: 16º nel 2009
- 9 podi:
  - 1 vittoria
  - 3 secondi posti
  - 5 terzi posti

#### Nor-Am Cup - vittorie
| Data             | Località | Paese       | Specialità |
| ---------------- | -------- | ----------- | ---------- |
| 27 novembre 2010 | Loveland | Stati Uniti | SL         |

Legenda:

SL = slalom speciale

### Australia New Zealand Cup
- Miglior piazzamento in classifica generale: 5º nel 2014
- Vincitore della classifica di slalom speciale nel 2014
- 5 podi:
  - 3 vittorie
  - 2 secondi posti

#### Australia New Zealand Cup - vittorie
| Data             | Località     | Paese         | Specialità |
| ---------------- | ------------ | ------------- | ---------- |
| 3 settembre 2010 | Coronet Peak | Nuova Zelanda | SL         |
| 15 agosto 2013   | Thredbo      | Australia     | SL         |
| 21 agosto 2013   | Coronet Peak | Nuova Zelanda | SL         |

Legenda:

SL = slalom speciale

### Campionati statunitensi
- 7 medaglie[1][3]:
  - 5 ori (slalom speciale nel 2009; slalom speciale nel 2014; slalom speciale, combinata nel 2015; slalom speciale nel 2016)
  - 2 argenti (slalom speciale nel 2010; slalom speciale nel 2017)